# Andrea Zinsli
Andrea Zinsli (né le 18 novembre 1972) est un ancien skieur alpin suisse.

## Coupe du Monde
- Meilleur classement final: 51e en 1997
- Meilleur résultat: 6e.